# Muntanya de Cal Pau
La Muntanya de Cal Pau és una muntanya de 417 metres que es troba al municipi de Sant Jaume dels Domenys, a la comarca del Baix Penedès.